# The Bubble (2021)
The Bubble ist ein Dokumentarfilm von Valerie Blankenbyl, der im April 2021 beim Dokumentarfilmfestival Visions du Réel seine Premiere feierte.

## Inhalt

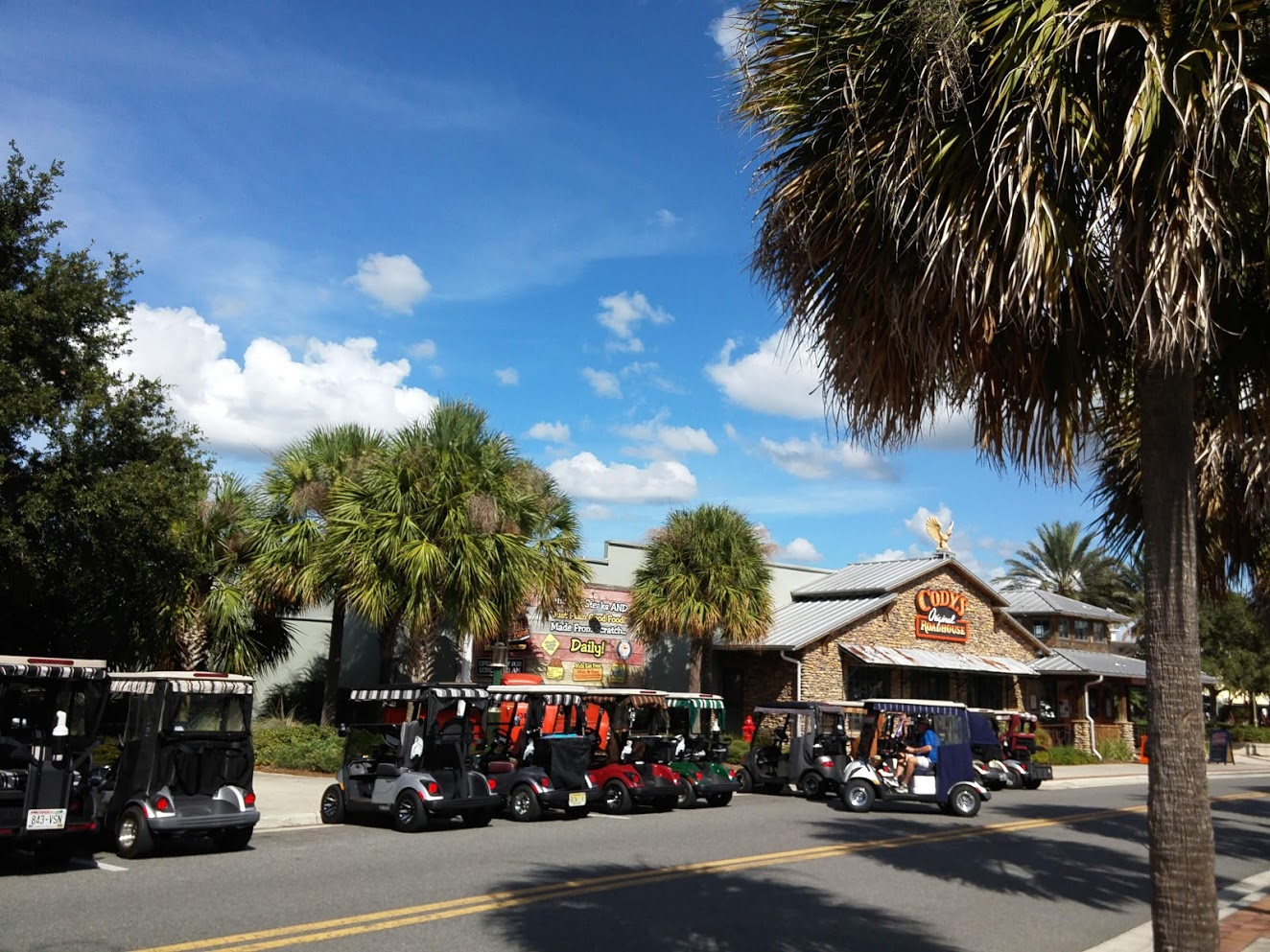
In „The Villages“ fährt man mit dem Golfwagen durch die Gegend

Valerie Blankenbyl besucht The Villages, eine künstliche Stadt in Florida, die erst vor wenigen Jahrzehnten entstanden ist, und vermittelt einen Einblick in den Alltag der von der Außenwelt großteils isolierten Bewohner mit ihren fast identischen Häuschen mit grünen Vorgärten, die sich aneinanderreihen.
In der exklusiven Alterssiedlung in Florida wohnten zum Zeitpunkt der Dreharbeiten über 150.000 Rentner. Dieser Mikrokosmos hat alles, was das Herz ihrer Bewohner begehrt, so Parks, Tennis- und Golfplätze, organisierte Events und das alles umgeben von gleichalteriger Gesellschaft. Es gibt Schwimmbäder, 3000 Vereine, und man schlürft Margaritas und fährt mit Golfwagen in der Gegend herum. Die Bewohner sind alle so beschäftigt, dass ihren Familien empfohlen wird, zuerst einzuchecken, bevor sie einen Besuch abstatten. Die meisten Menschen hier sind weiß und konservativ, sie hören einen Radiosender, der zu Fox News gehört, und sind sichtlich froh, vor dem Rest der Welt geschützt zu sein. Die Bewohner genießen es, in ihrer Blase zu leben und haben das Gefühl, sich dieses Leben verdient zu haben. Sie werden kaum daran erinnert, alt zu sein. Friedhöfe, die diesen Eindruck stören könnten, gibt es nicht, und wenn die Ambulanz kommt, wird die Sirene abgeschaltet.
In ihrer Blase leben allerdings keine jungen Menschen, und auch sonst ist der gepflegte Lebensstil nicht für alle paradiesisch. Die Seniorengemeinde hat einen Großteil von Sumter Country übernommen und scheut sich nicht, öffentliche Räume und Einrichtungen als ihre eigenen zu behandeln, was zum Problem für andere Floridianer wird. Die angrenzenden Gemeinden kämpfen darum, das bisschen Normalität zu retten, das sie kannten, bevor Harald Schwartz 1983 zusammen mit seinem Sohn die Wohnwagensiedlung „The Blossom Gardens“ in ein Luxusresort verwandelte. Ihre Bemühungen, die weitere Expansion von „The Villages“ zu stoppen, werden durch den politischen Einfluss der Bauträger und die Gesetze, die das Geld zu beugen versteht, erschwert. Viele Menschen waren gezwungen, ihre Immobilien zu verkaufen und wegzuziehen, einige aus finanziellen Gründen, andere um dem „Disneyland für Senioren“ zu entkommen.

## Produktion
The Bubble entstand in Koproduktion mit dem SRF und ORF.
Regie führte Valerie Blankenbyl, die auch das Drehbuch schrieb. Sie verbrachte für die Arbeit an The Bubble insgesamt mehr als drei Monate in den Villages und war überrascht, wie fit, gesund und sportlich die meisten Menschen in der Pensionierten-Residenz sind: „Alles scheint so perfekt. Und die Seniorinnen und Senioren sind unglaublich zufrieden.“ Viele ältere Menschen hatten ihr erzählt, dass sie sich in der Gesellschaft nicht wohl fühlen und dass sie ab einem gewissen Zeitpunkt anders wahrgenommen und behandelt wurden, so zum Beispiel in der Arbeitswelt, wo ihre Meinung und ihr Einsatz plötzlich nicht mehr geschätzt wurden. Die Villages bieten einen Gegenentwurf, wo das Alter keine Rolle spielt. Blankenbyl findet diese Trennung jedoch höchst bedenklich: „Es raubt den Jungen die Chance, aus dem Erfahrungsschatz der Älteren zu lernen. Aber auch raubt es den Älteren die Chance, von den Jüngeren aus ihren eingefahrenen Gedankenwelten herausgeholt zu werden.“
Die Dreharbeiten fanden vor Beginn der Coronavirus-Pandemie statt. Als Kameramann fungierte Joe Berger.
Die Premiere erfolgte am 19. April 2021 beim Dokumentarfilmfestival Visions du Réel. Ende April, Anfang Mai 2021 wurde er beim Sarasota Film Festival gezeigt. Im Juni 2021 wird er bei der Diagonale vorgestellt.

## Rezeption

### Kritiken
Gregory Coutaut von lepolyester.com schreibt, die Blase, auf die sich der Film in seinem Titel bezieht, seien auch die Vereinigten Staaten als Ganzes, und die Illusion der Bewohner der Villages, wie durch eine unsichtbare Kuppel von der Außenwelt abgeschnitten zu sein, erinnere ironischerweise an die Mauer, die der irrsinnigen Idee von Donald Trump entsprungen ist. Man treffe in dieser idealen Gesellschaft zwar auf keine Rassisten, aber auch kaum auf Angehörige von Minderheiten, so Coutaut. Die Blase sei auch die des Kapitalismus, und die Menschen hier nennt er die letzten verwöhnten Kinder des Systems. Wenn Valerie Blankenbyl im Film immer wieder unverfroren gewarnt wird, werde die Bosheit, die in dieser Blase existiert, deutlich und lasse die Gemeinschaft wie eine Sekte oder ein autoritäres Regime erscheinen. Man freue sich angesichts des süßen aber falschen Lächelns dieser netten alten Menschen, dass auch der Film Zähne zeige.
Lukas Foerster schrieb im Filmbulletin, in den Interviews mit Bewohnern der Villages, die die schönsten Szenen dieses Films seien, begegne man größtenteils glücklichen Alten, die sich dennoch Gedanken machen übers Älterwerden, über den nahenden Tod und über Veränderungen im Verhältnis der Generationen zueinander machen. „Nicht so viel Gedanken scheinen sie sich darüber zu machen, welche Auswirkungen ihr Lebensstil auf jenes Naturparadies hat, als das sich der Bundesstaat Florida selbst gerne beschreibt“, so Foerster. Auch dass ihre Nachbarn nicht nur alle ungefähr im selben Alter sind, sondern auch, mit sehr wenigen Ausnahmen, alle dieselbe Hautfarbe haben, hinterfragten sie nicht. Die Verdrängung von Biodiversität einerseits und über Generationen gewachsenen Communities andererseits würden hier von den ebenfalls in atemberaubender Geschwindigkeit expandierenden, Biden-wählenden Metropolgebiet-Suburbs genauso vorangetrieben wie von Trump-wählenden Rentnerexklaven.

### Einsatz im Unterricht
Auf der vom österreichischen Filmverleih Filmladen initiierten Website „Kino macht Schule“, die sich an Lehrer richtet, die mit dem Medium Film im Unterricht vertiefend arbeiten wollen, werden Materialien und Bilder für Schulzwecke als Download angeboten.

### Auszeichnungen
Deutscher Kamerapreis 2022
- Nominierung in der Kategorie Kamera Dokumentarfilm (Joe Berger)[15]

Schnitt-Preis 2021
- Nominierung in der Kategorie Dokumentarfilm (Nela Märki)[16]

Thessaloniki Documentary Film Festival 2021
- Nominierung für den Goldenen Alexander im internationalen Wettbewerb (Valerie Blankenbyl)[17]

Visions du Réel 2021
- Nominierung für den Grand Prix im internationalen Wettbewerb (Valerie Blankenbyl)[18]

ZagrebDox International Documentary Film Festival 2022
- Nominierung im regionalen Wettbewerb
- Auszeichnung mit dem FIPRESCI-Preis (Valerie Blankenbyl)[19][20]